# گروس وان
گروس وان (به لاتین: Gros Van) یک کوه در سوئیس است که در کانتون وو واقع شده‌است. گروس وان ۲٬۱۸۹ متر بالاتر از سطح دریا واقع شده‌است.